# Shelby Rogers
Shelby Rogers (ur. 13 października 1992 w Mount Pleasant) – amerykańska tenisistka.

## Kariera tenisowa
W zawodowych rozgrywkach zadebiutowała w sierpniu 2009 roku, uczestnicząc dzięki dzikiej karcie w zawodach rangi ITF w St. Joseph, na których dotarła do trzeciej rundy. W maju 2010 roku zaliczyła bardzo udany turniej w Indian Harbour Beach, gdzie po przebiciu się przez kwalifikacje, dotarła do finału gry pojedynczej, pokonując między innymi Lindsay Lee-Waters i Stéphanie Dubois. Pierwszy sukces odniosła w 2012 roku w Denver, gdzie w parze z Marie-Ève Pelletier wygrała turniej deblowy. W sumie na swoim koncie ma wygranych sześć turniejów singlowych i dwa deblowe rangi ITF.
W 2010 roku zagrała z dziką kartą w wielkoszlemowym turnieju US Open, w którym w pierwszej rundzie przegrała z Peng Shuai. Dwa lata później zagrała w kwalifikacjach do tego samego turnieju, w których wygrała pierwszą rundę, pokonując Monique Adamczak, ale przegrała drugą z Anastasiją Seastovą. W styczniu 2013 roku spróbowała swych sił w kwalifikacjach do innego turnieju wielkoszlemowego, Australian Open, ale tym razem odpadła już w pierwszej rundzie. W kwietniu 2013 roku awansowała do drugiej setki światowego rankingu WTA Tour, na miejsce 190.
W lipcu 2014 roku Amerykanka awansowała do pierwszego w karierze finału zawodów WTA Tour w grze pojedynczej – na ceglanych kortach w Bad Gastein przegrała w finale z Andreą Petković 3:6, 3:6.
Pierwszy deblowy finał zanotowała w 2015 roku w Bogocie. Wspólnie z Iriną Falconi przegrały 3:6, 6:3, 6–10 z parą Paula Cristina Gonçalves–Beatriz Haddad Maia.
W 2016 roku osiągnęła finał zawodów singlowych w Rio de Janeiro. W meczu mistrzowskim uległa Francesce Schiavone 6:2, 2:6, 2:6.
W sierpniu 2022 roku awansowała do finału rozgrywek w San Jose, w którym przegrała z Darją Kasatkiną 7:6(2), 1:6, 2:6.

## Historia występów wielkoszlemowych
Legenda
     W, wygrany turniej
     F, przegrana w finale
     SF, przegrana w półfinale
     QF, przegrana w ćwierćfinale
     xR, przegrana w x rundzie
     Qx, przegrana w x rundzie kwalifikacji
     A, brak startu
     NH, turniej nie odbył się

### Występy w grze pojedynczej
| Australian Open        | A   | A   | A   | Q1  | Q2 | 1R  | A  | 2R | 1R  | A   | 1R | 4R | 1R | 2R  | 1R | 0 / 8  | 5 – 8   |  |  |  |  |  |  |  |  |  |
| French Open            | A   | A   | A   | 2R  | 1R | 1R  | QF | 3R | A   | 2R  | 1R | 1R | 3R | 1R  | A  | 0 / 10 | 10 – 10 |  |  |  |  |  |  |  |  |  |
| Wimbledon              | A   | A   | A   | Q1  | Q2 | 1R  | 1R | 3R | A   | 1R  | NH | 3R | 1R | 1R  | A  | 0 / 7  | 4 – 7   |  |  |  |  |  |  |  |  |  |
| US Open                | 1R  | A   | Q2  | 1R  | 2R | 3R  | 2R | 3R | A   | Q1  | QF | 4R | 3R | A   | 1R | 0 / 10 | 15 – 10 |  |  |  |  |  |  |  |  |  |
|                        |     |     |     |     |    |     |    |    |     |     |    |    |    |     |    |        |         |  |  |  |  |  |  |  |  |  |
| Ranking na koniec roku | 341 | 434 | 217 | 123 | 72 | 146 | 60 | 59 | 780 | 174 | 58 | 40 | 46 | 145 |    | 0 / 35 | 34 – 35 |  |  |  |  |  |  |  |  |  |

### Występy w grze podwójnej
| Australian Open        | A   | A   | A   | A   | A   | 2R  | A   | 1R  | A | A   | A   | 1R | QF  | 1R  | A  | 0 / 5  | 4 – 5   |  |  |  |  |  |  |  |  |  |  |
| French Open            | A   | A   | A   | A   | A   | 1R  | A   | 1R  | A | 2R  | 2R  | QF | 1R  | 2R  | A  | 0 / 7  | 6 – 7   |  |  |  |  |  |  |  |  |  |  |
| Wimbledon              | A   | A   | A   | A   | A   | A   | 2R  | 1R  | A | 1R  | NH  | 2R | 2R  | A   | A  | 0 / 5  | 3 – 5   |  |  |  |  |  |  |  |  |  |  |
| US Open                | A   | A   | A   | 1R  | 1R  | A   | 2R  | 1R  | A | A   | 2R  | 2R | A   | A   | 2R | 0 / 7  | 4 – 7   |  |  |  |  |  |  |  |  |  |  |
|                        |     |     |     |     |     |     |     |     |   |     |     |    |     |     |    |        |         |  |  |  |  |  |  |  |  |  |  |
| Ranking na koniec roku | 938 | 620 | 287 | 285 | 460 | 158 | 120 | 246 | – | 331 | 156 | 73 | 126 | 482 |    | 0 / 24 | 17 – 24 |  |  |  |  |  |  |  |  |  |  |

### Występy w grze mieszanej
| Australian Open | A | A | A | A | A  | A | A | A | A | A | A  | A | A | A | A  | 0 / 0 | 0 – 0 |  |  |  |  |  |  |  |  |  |  |
| French Open     | A | A | A | A | A  | A | A | A | A | A | NH | A | A | A | A  | 0 / 0 | 0 – 0 |  |  |  |  |  |  |  |  |  |  |
| Wimbledon       | A | A | A | A | A  | A | A | A | A | A | NH | A | A | A | A  | 0 / 0 | 0 – 0 |  |  |  |  |  |  |  |  |  |  |
| US Open         | A | A | A | A | 1R | A | A | A | A | A | NH | A | A | A | 1R | 0 / 2 | 0 – 2 |  |  |  |  |  |  |  |  |  |  |
|                 |   |   |   |   |    |   |   |   |   |   |    |   |   |   |    |       |       |  |  |  |  |  |  |  |  |  |  |
|                 |   |   |   |   |    |   |   |   |   |   |    |   |   |   |    | 0 / 2 | 0 – 2 |  |  |  |  |  |  |  |  |  |  |

## Finały turniejów WTA
| Legenda                     | Legenda |
| --------------------------- | ------- |
| Wielki Szlem                |         |
| Igrzyska olimpijskie        |         |
| WTA Tour Championships      |         |
| 2009 – 2020                 |         |
| WTA Premier Mandatory       |         |
| WTA Premier 5               |         |
| WTA Premier                 |         |
| WTA International Series    |         |
| WTA 125K series (2012–2020) |         |
| od 2021                     |         |
| WTA 1000 (obowiązkowe)      |         |
| WTA 1000 (nieobowiązkowe)   |         |
| WTA 500                     |         |
| WTA 250                     |         |
| WTA 125                     |         |

### Gra pojedyncza 3 (0–3)
| Końcowy wynik | Nr | Data            | Turniej        | Nawierzchnia | Przeciwniczka       | Wynik finału     |
| ------------- | -- | --------------- | -------------- | ------------ | ------------------- | ---------------- |
| Finalistka    | 1. | 13 lipca 2014   | Bad Gastein    | Ceglana      | Andrea Petković     | 3:6, 3:6         |
| Finalistka    | 2. | 21 lutego 2016  | Rio de Janeiro | Ceglana      | Francesca Schiavone | 6:2, 2:6, 2:6    |
| Finalistka    | 3. | 7 sierpnia 2022 | San Jose       | Twarda       | Darja Kasatkina     | 7:6(2), 1:6, 2:6 |

### Gra podwójna 1 (0–1)
| Końcowy wynik | Nr | Data             | Turniej | Nawierzchnia | Partnerka     | Przeciwniczki                                | Wynik finału   |
| ------------- | -- | ---------------- | ------- | ------------ | ------------- | -------------------------------------------- | -------------- |
| Finalistka    | 1. | 19 kwietnia 2015 | Bogota  | Ceglana      | Irina Falconi | Paula Cristina Gonçalves Beatriz Haddad Maia | 3:6, 6:3, 6–10 |

## Historia występów w turniejach WTA
| W  | = zwycięstwo                   |
| F  | = finał                        |
| SF | = półfinał                     |
| QF | = ćwierćfinał                  |
| xR | = x runda (x – numer rundy)    |
| LQ | = odpadła w kwalifikacjach     |
| A  | = nie uczestniczyła w turnieju |
| NH | = turniej nie odbywał się      |

| a    | Uwzględniono tylko mecze rozegrane w głównej drabince turnieju.                                                                                     |
| b    | Uwzględniono tylko turnieje, w których zawodniczka wystąpiła.                                                                                       |
|      | |
| c    | Statystyki całej kariery uwzględniają wyniki w turniejach WTA, ITF, kwalifikacjach do tych turniejów oraz spotkania rozegrane w Pucharze Federacji. |
|      | |
| Q    | Do turnieju głównego dostała się przez kwalifikacje.                                                                                                |
| P5   | Turniej w danym roku miał rangę WTA Premier 5. |
| P    | Turniej w danym roku miał rangę WTA Premier |
| 1000 | Turniej w danym roku miał rangę WTA 1000. |
| 500  | Turniej w danym roku miał rangę WTA 500. |

### W grze pojedynczej
| Turniej           | Kategoria do 2020 | 2010              | 2011              | 2012              | 2013              | 2014              | 2015              | 2016              | 2017              | 2018              | 2019              | 2020              | 2021              | 2022              | 2023              | 2024              | Tytuły            | Z–Pa              |                   |
| Turnieje WTA 1000 | Turnieje WTA 1000 | Turnieje WTA 1000 | Turnieje WTA 1000 | Turnieje WTA 1000 | Turnieje WTA 1000 | Turnieje WTA 1000 | Turnieje WTA 1000 | Turnieje WTA 1000 | Turnieje WTA 1000 | Turnieje WTA 1000 | Turnieje WTA 1000 | Turnieje WTA 1000 | Turnieje WTA 1000 | Turnieje WTA 1000 | Turnieje WTA 1000 | Turnieje WTA 1000 | Turnieje WTA 1000 | Turnieje WTA 1000 | Turnieje WTA 1000 |
| ----------------- | ----------------- | ----------------- | ----------------- | ----------------- | ----------------- | ----------------- | ----------------- | ----------------- | ----------------- | ----------------- | ----------------- | ----------------- | ----------------- | ----------------- | ----------------- | ----------------- | ----------------- | ----------------- | ----------------- |
| Dubaj             | Premier 5/Premier | A                 | A                 | P                 | P                 | P                 | A                 | P                 | A                 | P                 | A                 | P                 | 2R                | 500               | 2R                | A                 | 0 / 2             | 2 – 2             |                   |
| Doha              | Premier 5/Premier | P                 | P                 | A                 | A                 | A                 | P                 | A                 | P                 | A                 | P                 | A                 | 500               | 1R                | 500               | A                 | 0 / 1             | 0 – 1             |                   |
| Indian Wells      | Premier Mandatory | A                 | A                 | A                 | A                 | 2R                | 1R                | 2R                | 2R                | 1R                | A                 | NH                | QF                | 1R                | 2R                | A                 | 0 / 8             | 10 – 8            |                   |
| Miami             | Premier Mandatory | A                 | A                 | A                 | A                 | LQ                | 1R                | LQ                | 3R                | A                 | A                 | NH                | 2R                | 3R                | 2R                | 2R                | 0 / 6             | 7 – 6             |                   |
| Madryt            | Premier Mandatory | A                 | A                 | A                 | A                 | A                 | A                 | A                 | LQ                | A                 | A                 | NH                | 1R                | 1R                | 3R                | 2R                | 0 / 4             | 2 – 4             |                   |
| Rzym              | Premier 5         | A                 | A                 | A                 | A                 | A                 | LQ                | A                 | 1R                | A                 | A                 | A                 | 1R                | 1R                | 1R                | 2R                | 0 / 5             | 1 – 5             |                   |
| Montreal/Toronto  | Premier 5         | A                 | A                 | A                 | A                 | 3R                | A                 | 1R                | A                 | A                 | LQ                | NH                | 3R                | A                 | A                 | 1R                | 0 / 3             | 2 – 3             |                   |
| Cincinnati        | Premier 5         | A                 | A                 | A                 | LQ                | LQ                | A                 | A                 | A                 | A                 | LQ                | LQ                | 2R                | 3R                | A                 | LQ                | 0 / 2             | 2 – 2             |                   |
| Guadalajara       | –                 | Nie rozegrano     | Nie rozegrano     | Nie rozegrano     | Nie rozegrano     | Nie rozegrano     | Nie rozegrano     | Nie rozegrano     | Nie rozegrano     | Nie rozegrano     | Nie rozegrano     | Nie rozegrano     | Nie rozegrano     | A                 | A                 | 500               | 0 / 0             | 0 – 0             |                   |
| Tokio/ Wuhan      | Premier 5         | A                 | A                 | A                 | A                 | A                 | A                 | 1R                | A                 | A                 | A                 | Nie rozegrano     | Nie rozegrano     | Nie rozegrano     | Nie rozegrano     | A                 | 0 / 1             | 0 – 1             |                   |
| Pekin             | Premier Mandatory | A                 | A                 | A                 | A                 | LQ                | A                 | 1R                | 1R                | A                 | A                 | Nie rozegrano     | Nie rozegrano     | Nie rozegrano     | A                 | A                 | 0 / 2             | 0 – 2             |                   |
|                   |                   |                   |                   |                   |                   |                   |                   |                   |                   |                   |                   |                   |                   |                   |                   |                   | 0 / 35            | 26 – 35           |                   |

### W grze podwójnej
| Turniej           | Kategoria do 2020 | 2010              | 2011              | 2012              | 2013              | 2014              | 2015              | 2016              | 2017              | 2018              | 2019              | 2020              | 2021              | 2022              | 2023              | 2024              | Tytuły            | Z–Pa              |                   |
| Turnieje WTA 1000 | Turnieje WTA 1000 | Turnieje WTA 1000 | Turnieje WTA 1000 | Turnieje WTA 1000 | Turnieje WTA 1000 | Turnieje WTA 1000 | Turnieje WTA 1000 | Turnieje WTA 1000 | Turnieje WTA 1000 | Turnieje WTA 1000 | Turnieje WTA 1000 | Turnieje WTA 1000 | Turnieje WTA 1000 | Turnieje WTA 1000 | Turnieje WTA 1000 | Turnieje WTA 1000 | Turnieje WTA 1000 | Turnieje WTA 1000 | Turnieje WTA 1000 |
| ----------------- | ----------------- | ----------------- | ----------------- | ----------------- | ----------------- | ----------------- | ----------------- | ----------------- | ----------------- | ----------------- | ----------------- | ----------------- | ----------------- | ----------------- | ----------------- | ----------------- | ----------------- | ----------------- | ----------------- |
| Dubaj             | Premier 5/Premier | A                 | A                 | P                 | P                 | P                 | A                 | P                 | A                 | P                 | A                 | P                 | A                 | 500               | A                 | A                 | 0 / 0             | 0 – 0             |                   |
| Doha              | Premier 5/Premier | P                 | P                 | A                 | A                 | A                 | P                 | A                 | P                 | A                 | P                 | A                 | 500               | A                 | 500               | A                 | 0 / 0             | 0 – 0             |                   |
| Indian Wells      | Premier Mandatory | A                 | A                 | A                 | A                 | A                 | A                 | A                 | 1R                | A                 | A                 | NH                | 1R                | 1R                | A                 | A                 | 0 / 3             | 0 – 3             |                   |
| Miami             | Premier Mandatory | A                 | A                 | A                 | A                 | A                 | A                 | A                 | A                 | A                 | A                 | NH                | 2R                | A                 | A                 | A                 | 0 / 1             | 1 – 1             |                   |
| Madryt            | Premier Mandatory | A                 | A                 | A                 | A                 | A                 | A                 | A                 | 1R                | A                 | A                 | NH                | QF                | A                 | A                 | A                 | 0 / 2             | 2 – 2             |                   |
| Rzym              | Premier 5         | A                 | A                 | A                 | A                 | A                 | A                 | A                 | A                 | A                 | A                 | A                 | A                 | 1R                | A                 | A                 | 0 / 1             | 0 – 1             |                   |
| Montreal/Toronto  | Premier 5         | A                 | A                 | A                 | A                 | A                 | A                 | 2R                | A                 | A                 | A                 | NH                | A                 | A                 | A                 | A                 | 0 / 1             | 1 – 1             |                   |
| Cincinnati        | Premier 5         | A                 | A                 | A                 | A                 | A                 | A                 | A                 | A                 | A                 | A                 | QF                | 1R                | A                 | A                 | A                 | 0 / 2             | 2 – 2             |                   |
| Guadalajara       | –                 | Nie rozegrano     | Nie rozegrano     | Nie rozegrano     | Nie rozegrano     | Nie rozegrano     | Nie rozegrano     | Nie rozegrano     | Nie rozegrano     | Nie rozegrano     | Nie rozegrano     | Nie rozegrano     | Nie rozegrano     | 1R                | A                 | 500               | 0 / 1             | 0 – 1             |                   |
| Tokio/ Wuhan      | Premier 5         | A                 | A                 | A                 | A                 | A                 | A                 | A                 | A                 | A                 | A                 | Nie rozegrano     | Nie rozegrano     | Nie rozegrano     | Nie rozegrano     | A                 | 0 / 0             | 0 – 0             |                   |
| Pekin             | Premier Mandatory | A                 | A                 | A                 | A                 | A                 | A                 | A                 | A                 | A                 | A                 | Nie rozegrano     | Nie rozegrano     | Nie rozegrano     | A                 | A                 | 0 / 0             | 0 – 0             |                   |
|                   |                   |                   |                   |                   |                   |                   |                   |                   |                   |                   |                   |                   |                   |                   |                   |                   | 0 / 11            | 6 – 11            |                   |

## Wygrane turnieje rangi ITF
| turnieje z pulą nagród 100 000 $   |
| turnieje z pulą nagród 75/80 000 $ |
| turnieje z pulą nagród 50/60 000 $ |
| turnieje z pulą nagród 25 000 $    |
| turnieje z pulą nagród 15 000 $    |
| turnieje z pulą nagród 10 000 $    |

### Gra pojedyncza
|    | Data       | Turniej         | Kat. | ($)     | Naw.   | Finalistka        | Wynik            |
| 1. | 15/07/2012 | Yakima          | ITF  | 50 000  | twarda | Samantha Crawford | 6:4, 6:7(3), 6:3 |
| 2. | 28/04/2013 | Charlottesville | ITF  | 50 000  | ziemna | Allie Kiick       | 6:3, 7:5         |
| 3. | 28/07/2013 | Lexington       | ITF  | 50 000  | twarda | Julie Coin        | 6:4, 7:6(3)      |
| 4. | 23/09/2013 | Albuquerque     | ITF  | 75 000  | twarda | Ana Tatiszwili    | 6:2, 6:3         |
| 5. | 29/09/2019 | Templeton       | ITF  | 60 000  | twarda | Coco Vandeweghe   | 4:6, 6:2, 6:3    |
| 6. | 09/02/2020 | Midland         | ITF  | 100 000 | twarda | Anhelina Kalinina | walkower         |